# راکوئل کاسترو
راکوئل کاسترو (انگلیسی: Raquel Castro؛ زادهٔ ۱۷ نوامبر ۱۹۹۴) یک موسیقی‌دان اهل ایالات متحده آمریکا است.
او در فیلم قبلا رفته بازی کرده‌است.